# Славско
Славско (укр. Славсько; до 2023 года — Славское) — посёлок в Стрыйском районе Львовской области Украины. Административный центр Славской поселковой общины.

## География
Посёлок расположен в Карпатах при слиянии рек Опир и Славской (бассейн Днестра). Железнодорожная станция Славско на линии Стрый — Батево.

## История
2 сентября 1961 года село получило статус посёлка городского типа. 29 июня 2023 года Славское было переименовано в Славско.

## Население

### Языковой состав
Родной язык населения по данным переписи 2001 года:
| Язык       | Численность, чел. | Доля     |
| ---------- | ----------------- | -------- |
| Украинский | 3 190             | 99,47 %  |
| Другие     | 17                | 0,53 %   |
| Итого      | 3 207             | 100,00 % |

## Экономика
Основные отрасли — лесозаготовки и туризм. Славское является крупным горнолыжным курортом. На вершину горы Тростян проложена канатная дорога, действующая круглый год.
Основные лыжные трассы:
- «Тростян» — известный на Украине комплекс среди опытных любителей лыжного спорта.
- «Погар» — трасса, расположенная недалеко от самого городка.
- «Политех» и «ФМИ» — пологие трассы.
- «Грабовец» — трасса возле с. Грабовец недалеко от Славско. В начале трассы есть довольно пологий участок.
- «Варшава» — трасса с современным быстрым подъёмником, расположена далеко от поселений.
- «Захар Беркут» — длинная трасса с кресельным подъёмником, расположена в 7 км от вокзала.

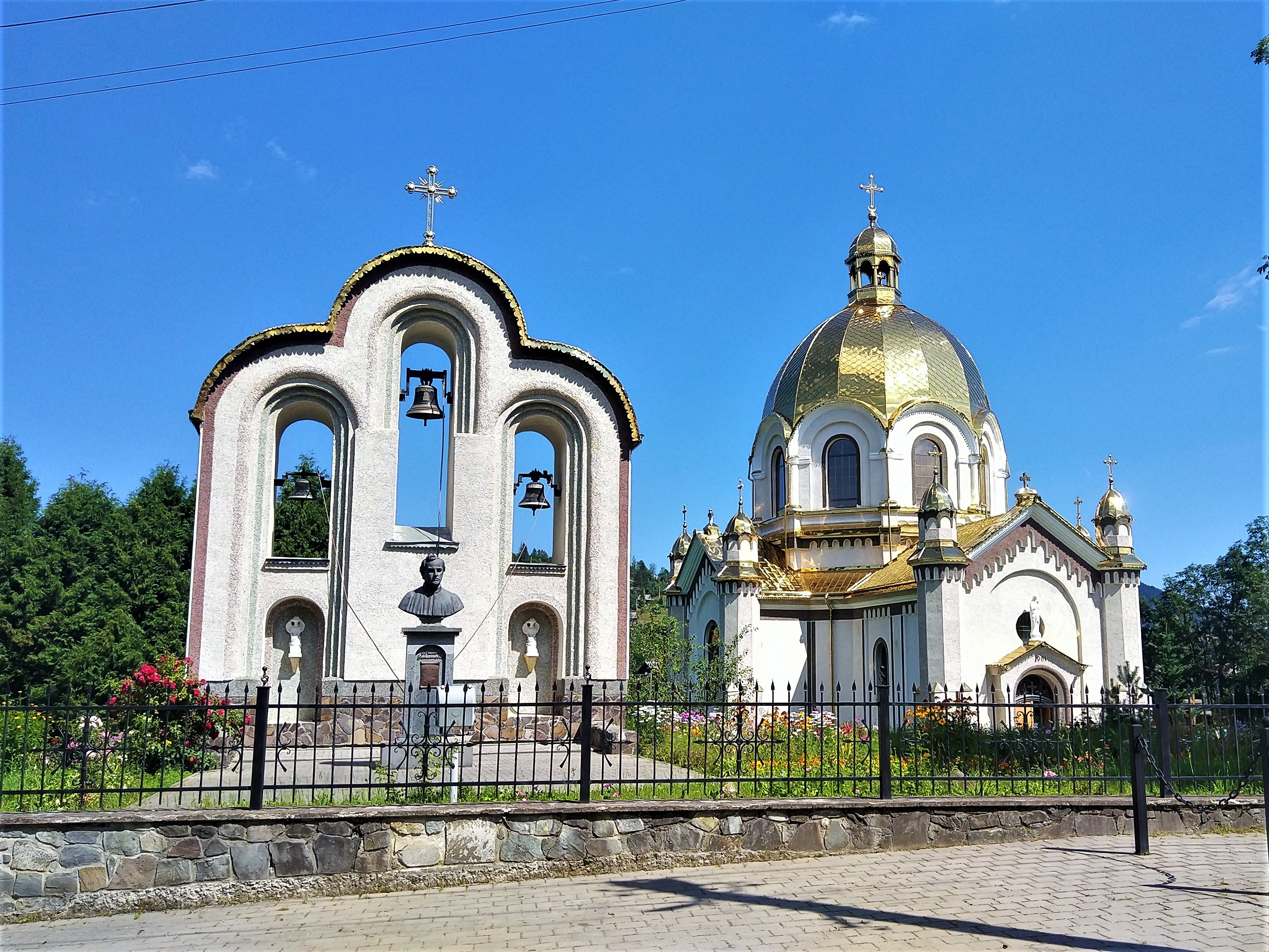
Церковь Успения Пресвятой Богородицы
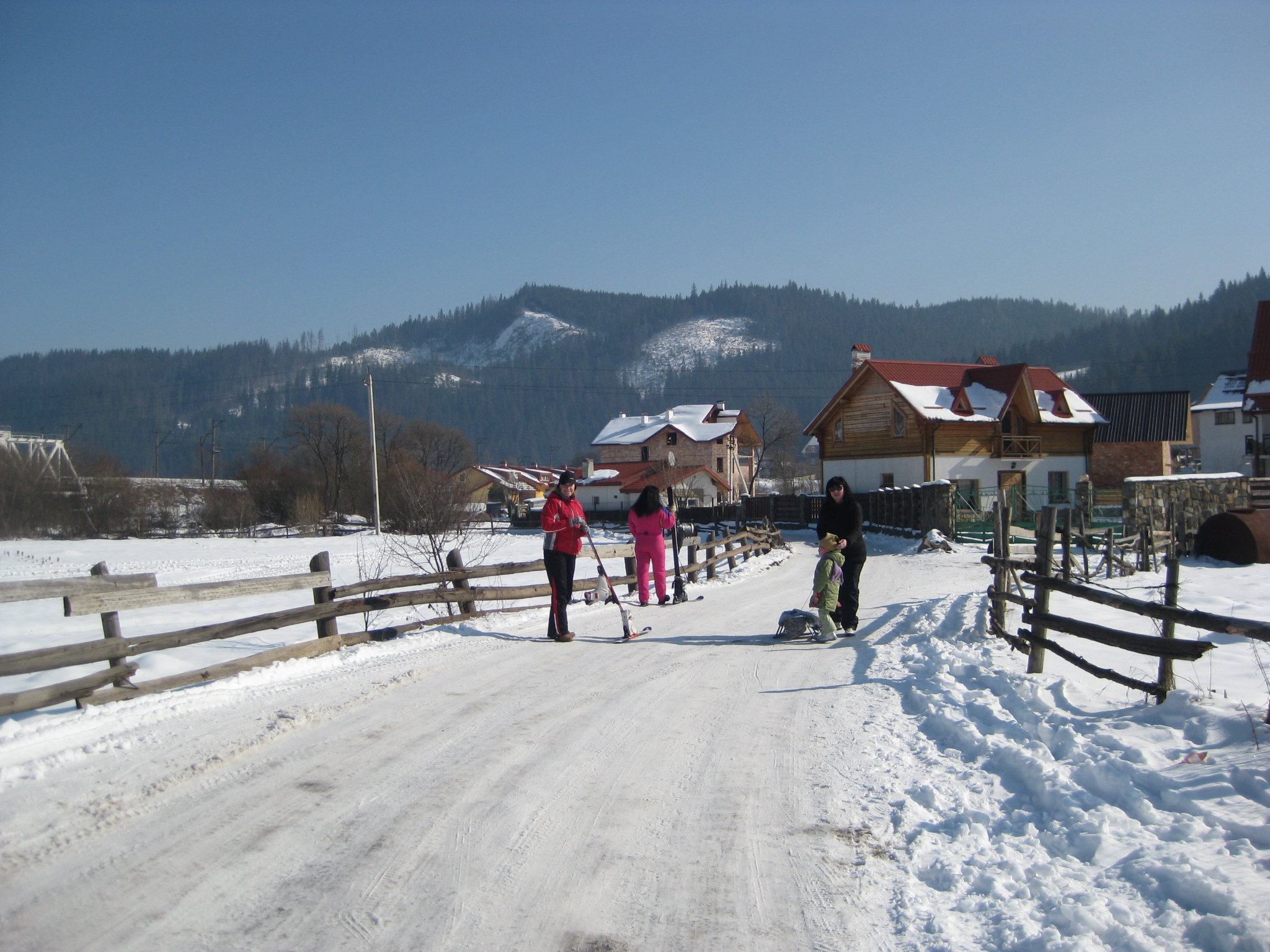
На улице посёлка
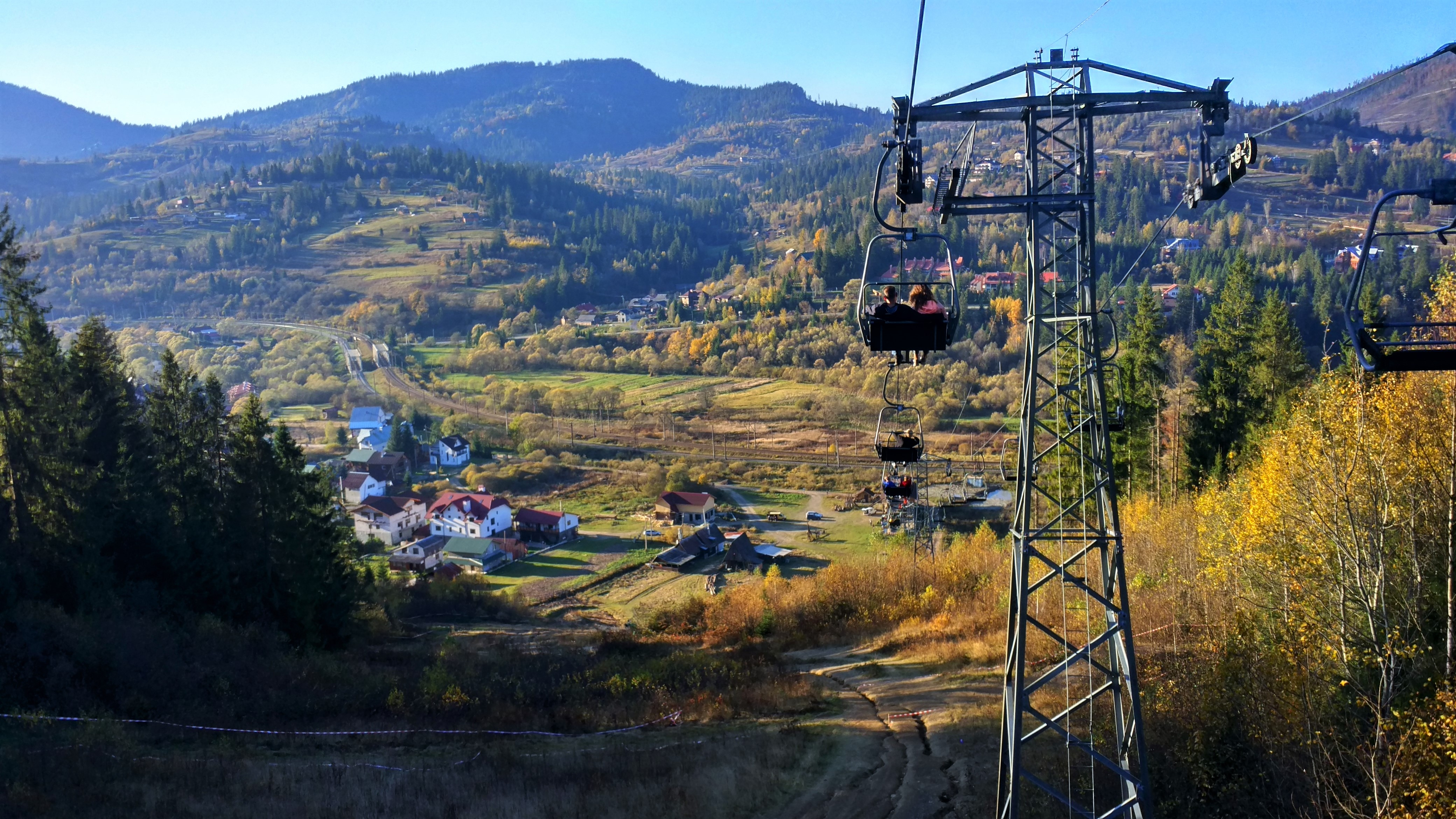
Канатный подъемник
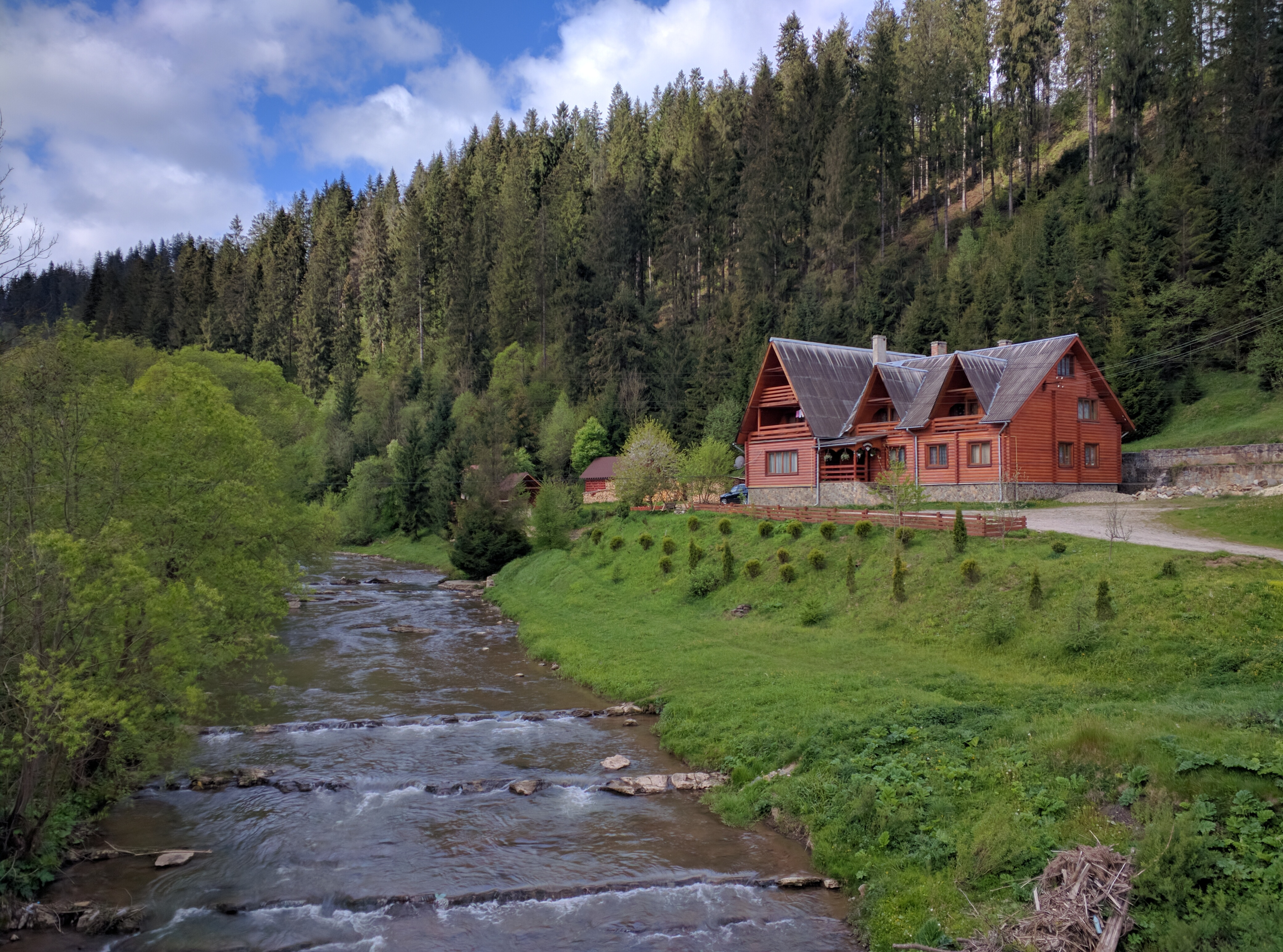
Река Славка